# Patelloa setifrons
Patelloa setifrons är en tvåvingeart som först beskrevs av Aldrich och Herbert John Webber 1924.  Patelloa setifrons ingår i släktet Patelloa och familjen parasitflugor. Inga underarter finns listade i Catalogue of Life.